# Theodor zur Lippe-Biesterfeld-Weißenfeld

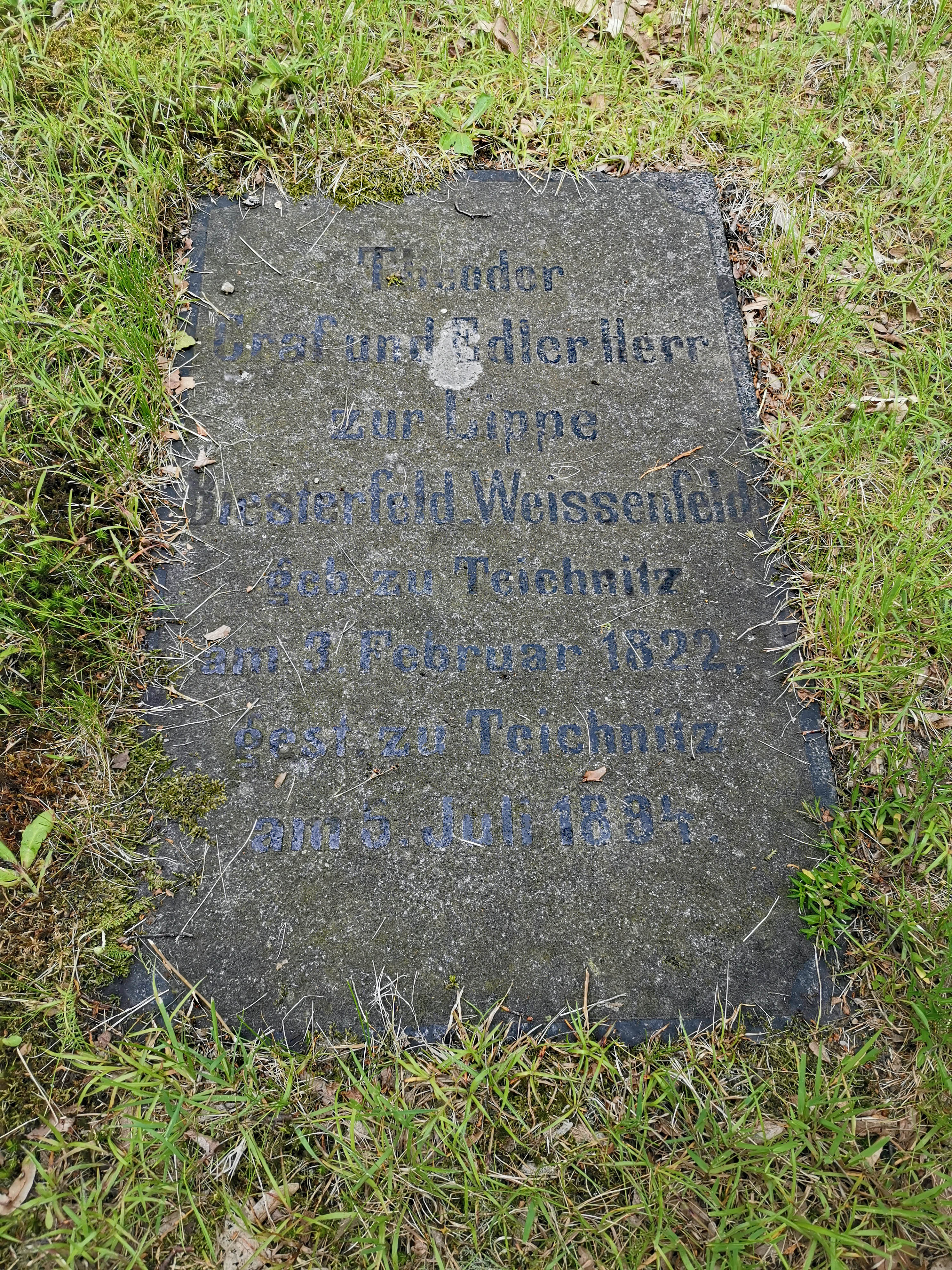
Das Grab von Theodor zur Lippe-Biesterfeld-Weißenfeld auf dem Gottesacker der Kolonie Kleinwelka

Theodor Graf und Edler Herr zur Lippe-Biesterfeld-Weißenfeld (* 3. Februar 1822 in Teichnitz; † 5. Juli 1894 ebenda) war ein deutscher Gutsbesitzer und Politiker. Er war ab 1857 Mitglied in der Zweiten Kammer des Sächsischen Landtages. Der König von Sachsen ernannte ihn 1873 zum Mitglied in der Ersten Kammer der Sächsischen Ständevertretung.

## Leben

### Familie
Theodor Graf und Edler Herr zur Lippe-Biesterfeld-Weißenfeld entstammte dem Adelsgeschlecht Lippe-Weißenfeld, einer Nebenlinie der dynastischen Fürsten von Lippe. Angehörige der hochadeligen Familie nahmen 1528 den Reichsgrafentitel an und waren seit 1720 Reichsfürsten. Das Fürstentum Lippe war ein Bundesstaat bis zum Ende des Deutschen Kaiserreiches 1918.
Christian Graf und Edler Herr zur Lippe-Biesterfeld-Weißenfeld (* 21. Februar 1777 in Saßleben; † 21. Oktober 1859 in Teichnitz) heiratete am 25. Juli 1809 in erster Ehe die Gräfin Friederike Dorothea von Hohenthal (* 25. Juli 1790 in Dresden; † 27. November 1827 in Teichnitz), eine Tochter des königlich sächsischen Gerichtspräsidenten und Konferenzministers Peter Carl Wilhelm von Hohenthal. Mit der Ehe gelangte das Rittergut Teichnitz, heute ein Ortsteil von Bautzen, mit Herrenhaus und Schlosspark in den Besitz der Herren zur Lippe-Biesterfeld-Weißenfeld, wo sich Christian zur Lippe-Biesterfeld-Weißenfeld ab 1815 dauerhaft niederließ. Theodor war eines von neun Kindern des Paares, er hatte noch drei Brüder und fünf Schwestern. Sein älterer Bruder Franz zur Lippe-Biesterfeld-Weißenfeld wurde sächsischer General der Kavallerie. Nach dem frühen Tod ihrer Mutter 1827 heiratete der Vater am 23. Mai 1836 Henriette Wilhelmine Amalie von Egidy (* 9. April 1808 in Ottersitz; † 14. November 1878 in Dresden). Aus dieser zweiten Ehe gingen zwei Töchter hervor.

### Beruflicher Werdegang
Lippe besuchte das Gymnasium in Bautzen und studierte ab 1840 Rechtswissenschaften an der Universität Leipzig. Im Anschluss trat er in den sächsischen Justizdienst ein und arbeitete in verschiedenen Stellungen, zuletzt als Hilfsaktuar am Appellationsgericht Bautzen. Im April 1853 erwarb er käuflich das Allodial- und Rittergut Lubachau und wurde als dessen Besitzer Mitglied des Provinziallandtages der sächsischen Oberlausitz. Im Jahre 1855 wählte ihn die Ritterschaft der sächsischen und preußischen Oberlausitz zum Stiftsverweser des freiweltlich-adeligen evangelischen Fräuleinstifts Joachimstein zu Radmeritz. Das Amt übte er bis zu seinem Tod aus. Nach dem Tod des Vaters 1859 erbte er außerdem das Rittergut Teichnitz.
Bereits seit den 1850er Jahren war Lippe Mitglied in der Zweiten Kammer des Sächsischen Landtages, zunächst ab 1857 als Vertreter des Abgeordneten der Rittergutsbesitzer der Oberlausitz, Hermann von Nostitz-Wallwitz, und wurde dann 1860 selbst gewählter Abgeordneter der Rittergutsbesitzer der Oberlausitz in der Zweiten Kammer. Der sächsische König ernannte ihn 1873 zum Mitglied in der Ersten Kammer der Sächsischen Ständevertretung, der er bis zu seinem Tod 1894 angehörte. Die Erste Kammer des Sächsischen Landtags berief ihn zudem mehrmals als Mitglied in den Staatsgerichtshof zu Dresden. Seit 1879 gehörte er als Besitzer des oberlausitzer Rittergutes Nieder-Rudelsdorf bei Seidenberg im Landkreis Lauban im Königreich Preußen auch dem Kommunallandtag der preußischen Oberlausitz der Provinz Schlesien an. Im Jahre 1880 wurde er durch Verleihung hoher Ordensdekorationen sowohl vom König von Preußen, als auch dem König von Sachsen aus Anlass seines 25-jährigen Dienstjubiläums als Stiftsverweser ausgezeichnet.
Er starb am 5. Juli 1894 nach kurzer Krankheit, im Alter von 72 Jahren auf seinem Rittergut Teichnitz, an einem Herzinfarkt. Am 8. Juli wurde er auf dem Gottesacker der Kolonie Kleinwelka bestattet, sein Grab ist erhalten. Er war seit 1856 Mitglied der Oberlausitzischen Gesellschaft der Wissenschaften.
Theodor zur Lippe-Biesterfeld-Weißenfeld heiratete am 31. Oktober 1867 in Oberau Marie Luise von Arnim (* 12. August 1844 in Crossen; † 7. März 1925 in Teichnitz), die älteste Tochter des sächsischen Unternehmers und Landtagsabgeordneten Friedrich Henning von Arnim. Die Ehe blieb kinderlos.